# Katzbachi csata
A katzbachi csata (1813. augusztus 26-án ) a napóleoni háborúk egyik legérdekesebb csatája, ami véletlenül alakult ki MacDonald francia marsall serege és a hatodik koalíció Blücher tábornok által vezetett porosz-orosz szövetséges hadai között.
Az ütközet egy heves vihar alatt zajlott le a Katzbach folyónál (ma: Kaczawa, Lengyelország)  Wahlstatt és Liegnitz között Sziléziában néhány nappal a drezdai csata előtt és francia vereséggel végződött.

## Előzmények
A sziléziai hadsereg, az első porosz hadtest (York), az orosz hadsereg (Langeron és von Sacken) Blücher főparancsnokságával a Trachenberg-terv szerint a  Bober (lengyelül:Bóbr) folyó és a Katzbach folyó közé hátrált. A francia fősereg Napóleon vezetésével Drezda felé fordult, MacDonald százezres serege megpróbált átkelni a Katzbach folyón, Blücher serege megpróbálta ebben megakadályozni.

## A csata
Mind a két sereg, nagyjából azonos létszámmal, véletlenül botlott egymásba  és ez mind a két fél számára meglepetést okozott. A hatalmas zűrzavar és óriási eső közepette MacDonald francia marsall eszmélt és állt talpra először. Bár a parancs szerint védenie kellett volna Napóleon seregének szárnyát Blüchertől, mégis támadást vezényelt. Parancsa szerint seregének kétharmadával, 60 000 emberrel esett neki a szövetségesek jobb szárnyának. De nem tudott eredményt elérni, ismét zűrzavar uralkodott, a francia hadosztály távol volt mindenféle elérhető segítségtől, elveszítette  támadó lendületét.
Időközben MacDonald  hátramaradt erőinek (30 000 embernek) kellett volna egy helyben tartani a szövetséges erőket, őket viszont heves ellentámadás érte. Erősítés vagy támogatás nélkül a franciák hamar a visszavonulás mellett döntöttek, közben nagy veszteségeket szenvedtek. MacDonald halottakban, sebesültekben és foglyokban 15 000 embert vesztett, Blücher kb. 4000 -et.

## Következmények
A csatában elszenvedett vereségen túl a franciák stratégiai pozíciója is meggyengült.
Ez párosult még a négy nappal később elszenvedett kulmi vereséggel, és a szeptember 6-i dennewitzi kudarccal, meggyengítve Napóleon győzelmét Drezdánál.
Ezért a győzelemért kapta Blücher a Wahlstatt hercege címet 1814. június 3-án

## Fordítás
- Ez a szócikk részben vagy egészben  a   Battle of Katzbach című angol Wikipédia-szócikk fordításán alapul.  Az eredeti cikk szerkesztőit annak laptörténete sorolja fel. Ez a jelzés csupán a megfogalmazás eredetét és a szerzői jogokat jelzi, nem szolgál a cikkben szereplő információk forrásmegjelöléseként.